# 孔貞時
孔貞時（？—1620年），字中甫，號泰華，直隸應天府句容縣籍池州府建德縣人，明朝政治人物，

## 生平
萬曆二十二年，孔贞时入句容县学，二十六年入南京国子监，三十四年（1606年）中丙午科應天府乡试举人，四十一年（1613年）成癸丑科進士，选庶吉士，四十六年授检讨，纂修起居注，与弟孔贞运编纂六曹章奏，有足兵足饷诸议，时皆服其精当。明光宗、明熹宗相继即位，一时诏令表册谥议之文，政府多委之贞时，以积劳成疾卒。著有《在鲁斋文集》。

## 家族
孔子第六十三代孫。先祖伯隆公永乐二年定居建德县，居横山天井里，数传至赠阁学永懋公孔承林，生五子。第四子赠阁学北屏公孔弘玠，即孔贞时祖父。孔弘玠第四子敦五公孔闻敕，官邻水县主簿，生孔贞时、孔贞运、孔贞会、孔贞得、孔贞定五兄弟。
子孔尚豫，吏部尚书郑三俊之女婿，能文章，熟当世之务，著有《诒书堂类稿》。